# Lene Sommer
Lene Sommer (Frederiksberg, 16 de septiembre de 1985) es una deportista danesa que compitió en vela en la clase 470. Ganó una medalla de plata en el Campeonato Europeo de 470 de 2011.

## Palmarés internacional
| \| Campeonato Europeo \| Campeonato Europeo \| Campeonato Europeo \| Campeonato Europeo \| \| Año \| Lugar \| Medalla \| Clase \| \| ------------------ \| -------------------- \| ------------------ \| ------------------ \| \| 2011 \| Helsinki (Finlandia) \| Medalla de plata \| 470 \| |                      |                  |       |
| Campeonato Europeo |                      |                  |       |
| Año | Lugar                | Medalla          | Clase |
| 2011 | Helsinki (Finlandia) | Medalla de plata | 470   |